# Rickelmann 2

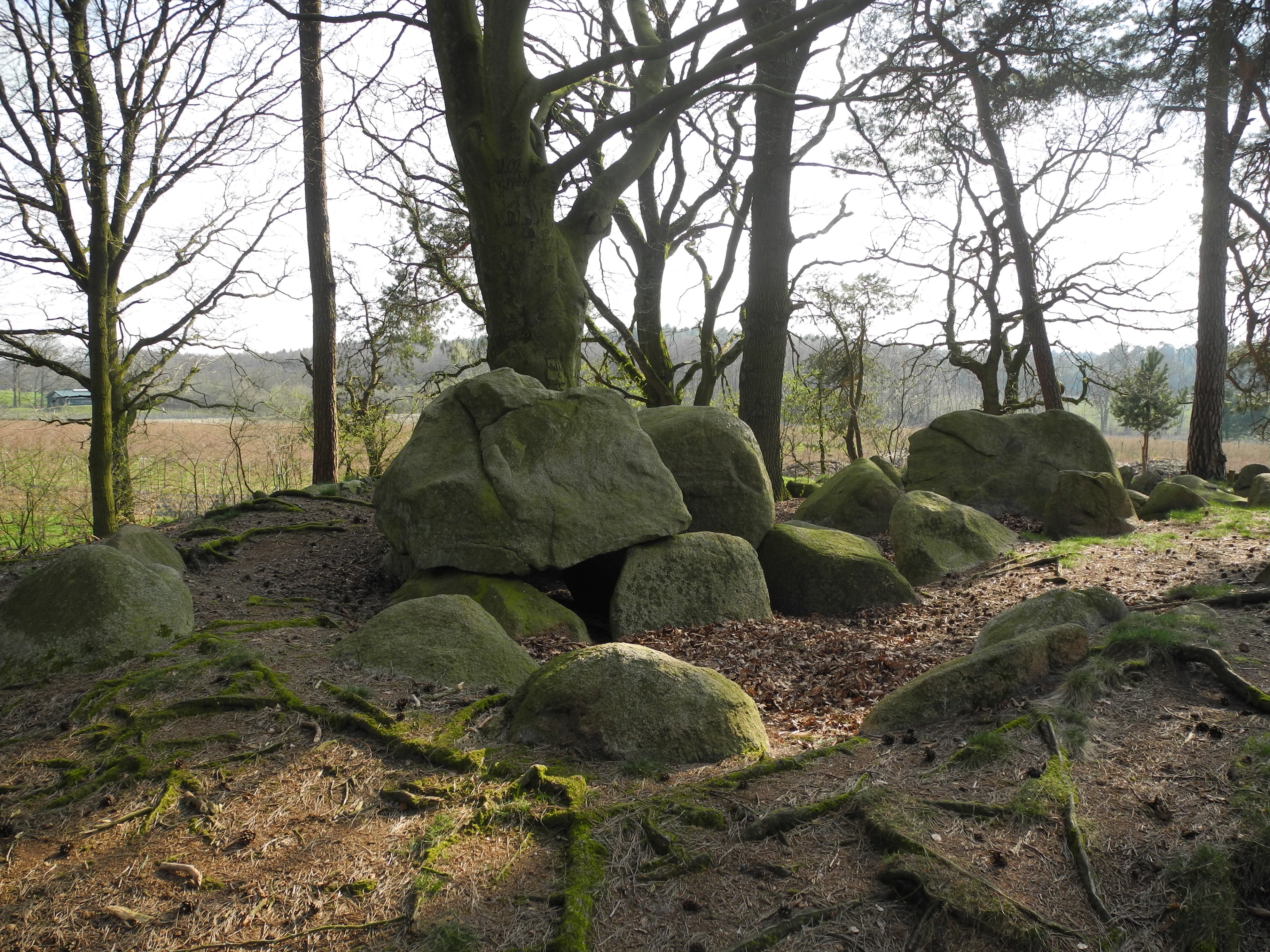
Rickelmann 2

Das mäßig gut erhaltene Großsteingrab Rickelmann 2 ist ein neolithisches Ganggrab vom Typ Emsländische Kammer mit der Sprockhoff-Nr. 893. Es entstand zwischen 3500 und 2800 v. Chr. als Megalithanlage der Trichterbecherkultur (TBK).

## Lage
Das heute etwa 17,0 Meter lang und 4,0 Meter breite nordost-südwest-orientierte Großsteingrab liegt am „Archäologischen Wanderweg Giersfeld“ in den Fürstenauer Bergen, nördlich von Ueffeln nahe der L 70 in der Gemeinde Ankum im Landkreis Osnabrück in Niedersachsen, unmittelbar neben dem Parkplatz. Gut zu erkennen ist die etwa 14,8 Meter lange Kammer. Die meisten Tragsteine sind in situ erhalten. Sieben Decksteine sind noch vorhanden, aber gefallen oder gebrochen. Bohrungen an einem Stein weisen auf rezente Zerstörungen. Von der ursprünglich etwa 19 × 6,5 Meter messenden Einfassung sind nur wenige Steine am Ostende und im Süden erhalten. Ernst Sprockhoff (1892–1967) ging davon aus, dass das Grab einmal 10 Joche besessen hat.
In der Nähe liegt die Anlage Rickelmann 1.